# Alonso Baldrich
Alonso Baldrich (San Nicolás, 17 de enero de 1870-Buenos Aires, 20 de agosto de 1956) fue un militar, ingeniero, escritor y activista político argentino, perteneciente al Ejército, general de brigada. Junto con el general de división Enrique Mosconi participó del desarrollo de la petrolera estatal Yacimientos Petrolíferos Fiscales (YPF) y de la lucha contra la injerencia política de la empresa estadounidense Standard Oil. Lideró la Dirección de Parques nacionales. Se lo considera uno de los principales exponentes del nacionalismo económico en su época.

## Biografía

### Orígenes y vida privada
Provenía de una "familia de militares españoles, oriunda de Cataluña, dos de cuyos tíos llegaron al grado de generales, siendo uno de ellos, uno de los últimos gobernadores de Puerto Rico durante la dominación española". Su padre, el capitán catalán Juan Esteban Baldrich, acompañó al general Prim en su revolución republicana contra los borbones; desterrado, eligió el Río de la Plata para rehacer su vida y contrajo matrimonio en 1857 con Paula Caraballo y Burgos, con quien tuvo tres hijos: Juan Amadeo, que llegaría al grado de coronel, Lucrecia, y Alonso.
Se casó con Mercedes Elordi Monteagudo. Su hijo Alberto Baldrich fue ministro de Farrell.

### Carrera militar
Cursó los estudios primarios en la Escuela Normal de Paraná y los terminó en Rosario, luego de lo cual entró como soldado al 1.º Regimiento de Infantería de Línea y en 1889 al Colegio Militar de la Nación en su primera promoción, siendo abanderado.
Comenzó sus estudios en la Universidad de Buenos Aires en 1896 junto a su amigo Enrique Mosconi: ambos se recibieron con el título de Ingeniero Civil en 1903.
En 1916, ya coronel, se hizo cargo del arsenal de Puerto Borghi (Santa Fe). Durante su administración se preocupó por el bienestar de los obreros, construyó viviendas en las inmediaciones, una escuela, y una sala de cine. Su trabajo le valió el reconocimiento y la amistad de Alfredo Palacios.
El 4 de abril de 1923, convocado por el coronel Enrique Mosconi, tomó la dirección de la planta de extracción y elaboración de petróleo de YPF en Comodoro Rivadavia. Durante su administración se enfocó en mejorar el estándar de vida de los obreros y optimizar la eficiencia en el trabajo, logrando elevar la producción de 343.889 m³ a 465.724 m³. En cuanto a los trabajadores, estableció un seguro de vida y un subsidio por enfermedad; además de eximirlos de pagar el alquiler de las viviendas fiscales que habitaban.
Sin embargo, las empresas extranjeras que poseían permisos de explotación de petróleo en la zona, comprendieron que el crecimiento de YPF amenazaba directamente a sus intereses económicos. Por este motivo comenzaron a ofrecer salarios extraordinarios a los ingenieros de YPF para que abandonaran sus puestos, e iniciaron una campaña periodística de desprestigio en contra de la labor administrativa del militar, y de apoyo a partidos contrarios a la nacionalización del petróleo. Esto desencadenó el relevamiento de Baldrich el 17 de marzo de 1924 por orden del ministro Agustín Justo. Hasta 1925 se le pospuso su ascenso a general de brigada, grado al que fue finalmente ascendido el 31 de diciembre, junto con Mosconi.

### La cuestión del petróleo
El debate sobre la nacionalización del pretróleo creció gradualmente entre 1910 y 1927. En 1910 se publicó la obra seminal El Petróleo, por Jorge Newbery y Justino Thierry; que inspiró un proyecto de ley del diputado radical Carlos Melo en 1916, sin obtener resultados favorables. Al año siguiente el diputado del partido conservador Rodolfo Moreno propuso la misma ley, pero fue nuevamente rechazada. En 1919 y 1921, el presidente Hipólito Yrigoyen envió dos proyectos que resultaron bloqueados en el senado por la mayoría que ostentaba el partido conservador. Aun así la presencia del tema en discusiones públicas fue en aumento por el trabajo de Manuel Ugarte y de José Ingenieros, quien en 1925 apoyó la fundación de la Unión Latinoamericana, junto a Alfredo Palacios, Carlos Sánchez Viamonte, y Julio V. González.

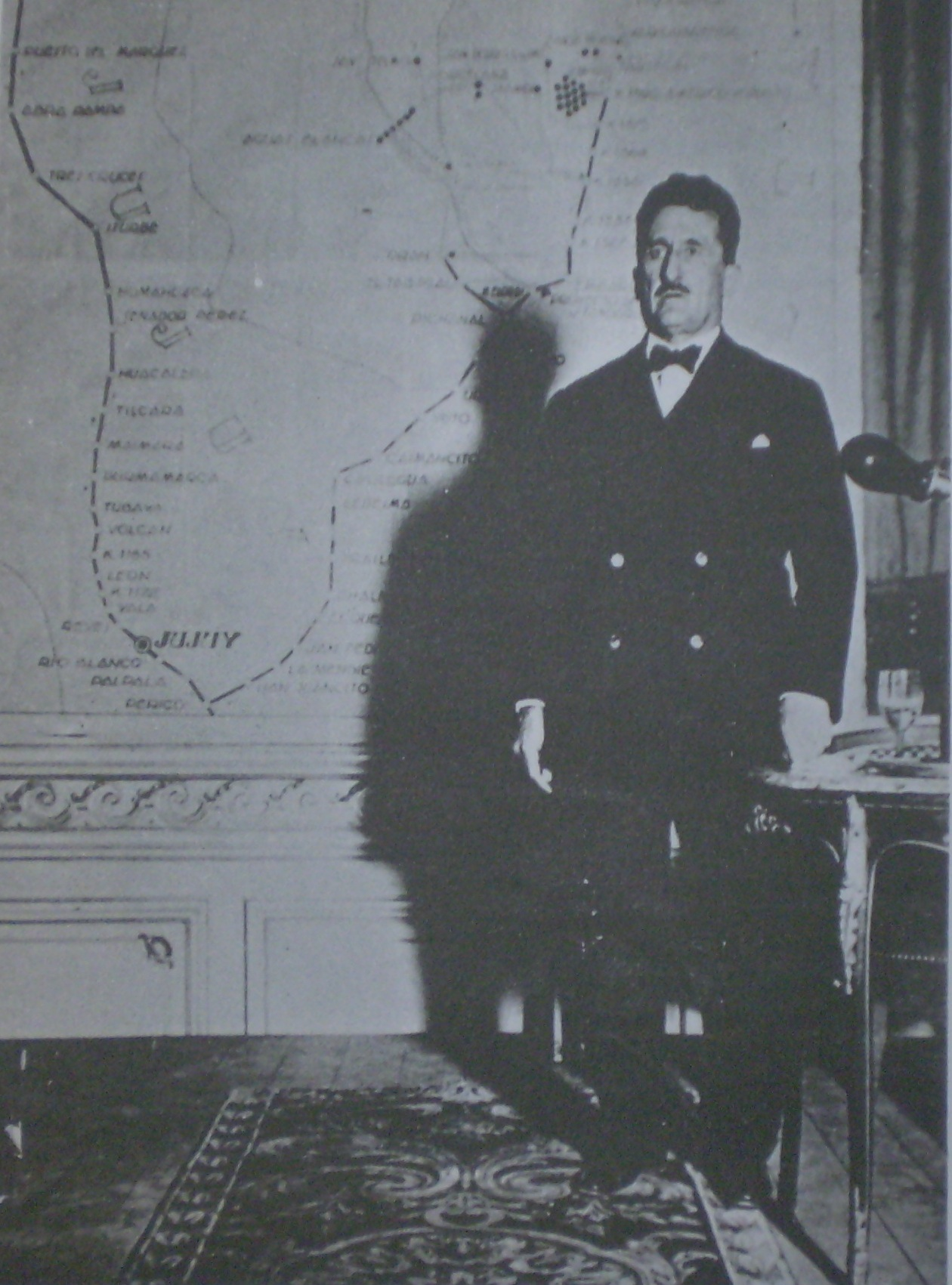
Baldrich exponiendo junto a un mapa de las provincias de Salta y Jujuy, c. 1927-1928.

La política imperialista de la Standard Oil ejercía una influencia avasallante en Bolivia, y buscaba expandirse a los yacimientos del Norte Argentino. Por este motivo, en 1927 Baldrich participó en la fundación de la Alianza Continental, una organización liderada por Arturo Orzábal Quintana, con el objetivo de promover una ley de nacionalización de los yacimientos petrolíferos. Durante ese año recorrió el país dando discursos en Buenos Aires, Bahía Blanca, Córdoba, Rosario, Tucumán y Montevideo.
Empeñado en denunciar las acciones de la Standard Oil en Salta (que incluían la contratación de abogados emparentados con el gobernador, la impartición de justicia por mano propia, y la enajenación ilegal de tierras), Baldrich publicó artículos en los diarios La Nación y El Intransigente y logró despertar un interés masivo por el tema, que preocupaba hasta ese entonces sólo a los radicales antipersonalistas. Su superior, el general Agustín Justo, no lo apercibió pero decidió pasarlo a retiro a principios de 1928. La ley de nacionalización del petróleo había recibido la sanción de la cámara de diputados en 1927, para ser nuevamente rechazada por el senado. Luego de su retiro forzado, Baldrich se dedicó al periodismo como director del periódico La Argentina, en que denunció a varios senadores del conservadurismo del interior mostrando los beneficios que obtendrían con la venta de tierras a las multinacionales del petróleo.

## Años posteriores
El 9 de septiembre de 1930 fue mandado a arrestar por el general José Félix Uriburu durante el primer golpe de Estado de la Argentina, por ser partidario del presidente constitucional. Fue luego confinado en Bariloche y más tarde exiliado en Brasil hasta 1932, año en que Agustín Justo ganó la presidencia en elecciones fraguadas.
En 1934 el congreso aprobó la Ley de Parques nacionales (12.103) que estableció la Dirección de Parques nacionales. Desde ese año y hasta 1938 la Dirección fue presidida por Exequiel Bustillo, y los vocales fueron: Alonso Baldrich, Antonio Lynch, Víctor Pinto, Luis Ortiz Basualdo, Aarón de Anchorena, Rómulo Butty, Eduardo Huergo, y Carlos Germán Frers. Desde 1938 y hasta 1940, Baldrich ocupó la dirección del organismo.

## Ideario político
Su aporte al pensamiento político argentino fue mayoritariamente en los temas referidos a la independencia económica, el desarrollo industrial, y la cuestión social. Fue un precursor en las iniciativas por mejorar las condiciones de vida de los trabajadores. Entre sus ideas se contaban: la construcción de barrios por parte de las empresas para facilitar el alquiler de viviendas sin garantía hipotecaria, la igual remuneración por igual tarea, y la promoción de actividades recreativas luego del horario laboral para mejorar la cohesión entre los trabajadores. En el plano económico, Baldrich apoyaba la doctrina de sustitución de importaciones que llevaba a cabo el presidente Yrigoyen, y consideraba importante que la inversión en el país surgiera con capitales locales, para que la ganancia del desarrollo económico redundara en más riqueza interna.
Ideas de esta naturaleza emancipadora, son reivindicadas en nuestros días por la agrupación La Baldrich que lleva su nombre en honor al General Alonso Baldrich.

“Sin distinción de credos políticos o ideológicos, pues lo mismo interesa el asunto al conservador que al comunista, deben ponerse en pie todas las fuerzas vivas del país en contra del enemigo común, es decir, en contra de los aviesos enemigos de adentro y de la acechante codicia aventurera, empeñada en conquistarnos con la penetración pacífica que empieza con el empréstito bancario a causa de nuestro capital rutinario y timorato estancado en los bancos, penetración pacífica mediante concesiones de tierras en que se talan sin técnica ni reposición de los bosques, o la de los frigoríficos en los que una doble inmolación se realiza, la de las bestias que se sacrifican y la de los proveedores sometidos; o la del petróleo que se acecha y cuyo acaparamiento se gestiona, al amparo de influencias destacadas para explotar nuestra riqueza petrolera y terminar en el sometimiento por el dominio económico que torna virtuales las soberanías de los pueblos convertidos en territorios prósperos y ricos; y cuando quedáramos pacíficamente conquistados, entonces en los labios de los niños resultarían un sarcasmo las voces del Himno.”
Dirigiéndose a Joaquín V. González

El obrero merece consideración, ya que por carecer de influencia resulta el más desamparado [...] He debido durante mi actuación administrativa soportar la crítica insidiosa y la chismografía y la calumnia vil de aquellos a cuyos turbios intereses no convenía la honradez, y a su idiosincrasia holgazana la rectitud y el trabajo, sostenida en diariuchos mercantiles vendidos al oro extranjero...
Extracto del discurso de despedida en Comodoro Rivadavia

“Maldita la hora en que llegaron. Bendita mil veces la hora en que se van...”
En referencia al capitalismo anglosajón

“¿Qué debemos hacer para argentinizar la Patagonia? ... Continuando el plan del Superior Gobierno de la Nación, destacar más unidades del ejército ... Creación de escuelas con internado y programa regional con talleres y chacras, defendiendo a la niñez de la desnutrición y los inconvenientes de las distancias ... [enviar colonos] dándoseles no sólo la tierra, sino que también la vivienda y los implementos de trabajo, constituyendo y acrecentando los núcleos de población capaces de abastecer zonas de consumo. Proteger ampliamente ese trabajo en lo técnico y lo económico. Completar la red caminera, propuesta por la Dirección de Vialidad. Prolongación de las líneas ferroviarias. Tarifas de fomento, sin vista a la ganancia o al dividendo. Orientación de los argentinos hacia la vida y la industria del mar. Puertos libres y controlados para artículos de consumo, a fin de abaratar la vida, excluyendo artículos de lujo... Funcionamiento del Registro Civil y enrolamiento de votantes, lo que suprimirá irregularidades perjudiciales para el país. Designar gobernadores y jueces de paz a vecinos arraigados. Votar más recursos a la Dirección de Parques Nacionales a fin de que intensifique y amplíe su acción nacionalista y de progreso con vista al turismo, y que le asigna la ley de su creación, como ser: construcción de caminos, puentes, escuelas, líneas telegráficas y telefónicas, muelles, puertos, desagües, hospitales, construcción de hoteles, funiculares, estaciones de servicio para automóviles, control de tarifas de las empresas de servicios públicos...”
 Artículo en Caras y Caretas